# Umsetzer (Funktechnik)

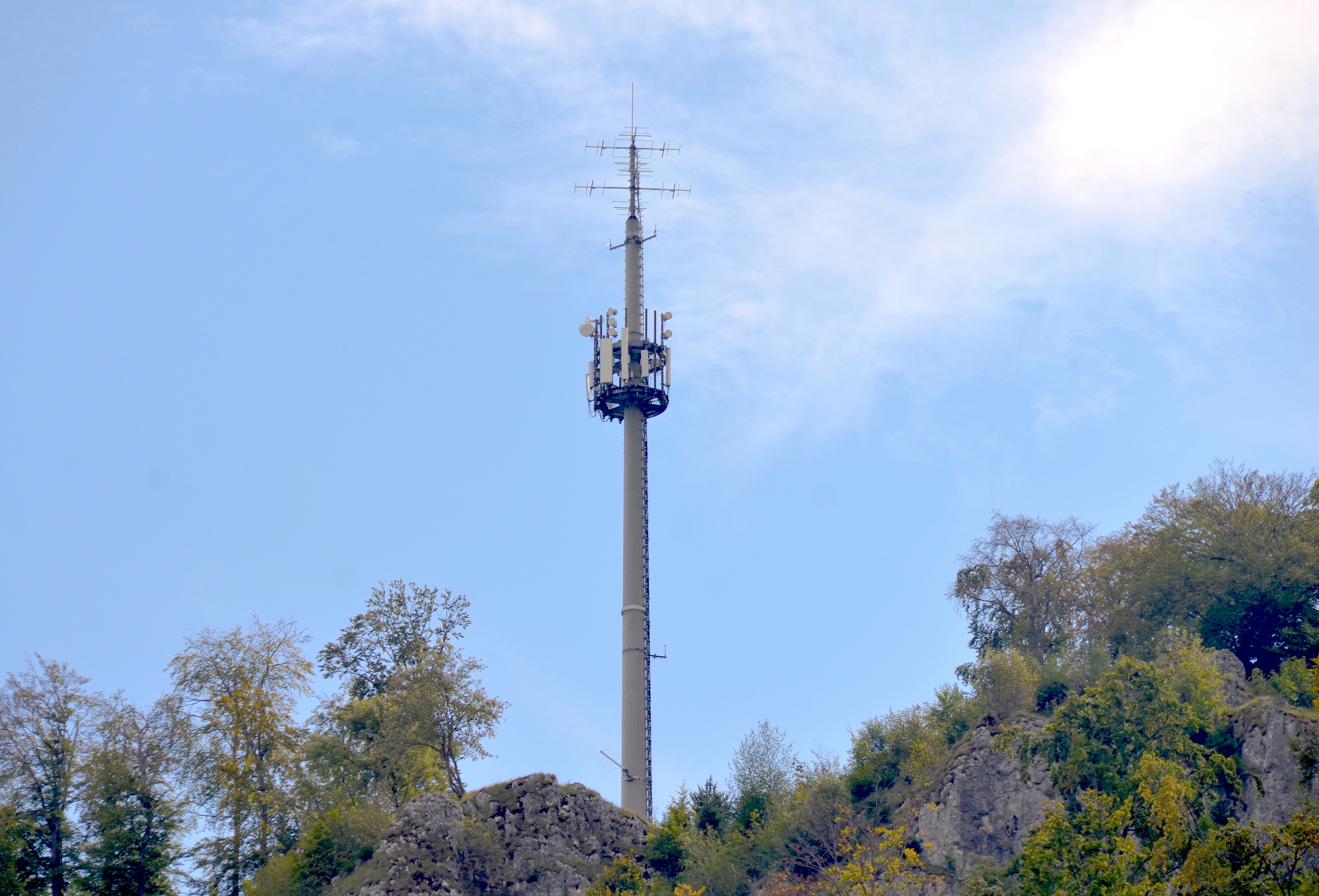
UKW-Umsetzer Eyachtal

Ein Umsetzer oder Umlenksender ist in der Rundfunktechnik ein Sender, der per Ballempfang mit dem auszustrahlenden Programmsignal versorgt wird. Er empfängt das Signal von einem anderen Sender, setzt es ohne Demodulation auf seine eigene Sendefrequenz um, verstärkt es und sendet es wieder aus. Die häufigste Anwendung ist der Fernsehumsetzer oder TV-Umsetzer (TVU).
Eine passive Richtfunkumlenkung kann ohne Stromversorgung und Frequenzumsetzung eine Funkverbindung ermöglichen, wenn diese aufgrund eines Hindernisses im Signalweg nicht auf direktem Wege möglich ist.
Als Umsetzer werden oft Füllsender, seltener Grundnetzsender betrieben. In letzteren Fall ist der Umsetzerbetrieb fast nur für den Fall des Ausfalls anderer Programmzuspielungen, wie Kabel oder Richtfunk vorgesehen. Umsetzer können nicht eingesetzt werden, wenn das empfangene und das auszustrahlende Signal verschiedene Modulationsarten verwenden. In diesem Fall muss das empfangene Signal demoduliert und auf dem Träger des auszustrahlenden Signals aufmoduliert werden.